# 朱貴焻
湘陰安僖王朱貴焻（1413年—1467年），明朝遼藩第一代湘陰王，遼簡王朱植的庶第十一子。

## 生平
永樂二十二年（1424年），封湘陰王。
成化三年（1467年），朱貴焻去世，享年五十五歲，諡號安僖。三年後，嫡次子朱豪壧襲爵。

## 家庭

### 妻
- 鍾氏，東城兵馬副指揮鍾諒女，宣德七年（1432年）冊為湘陰王妃[3]

### 子
- 第一子：朱豪壚[4]
- 嫡次子：湘陰長子→湘陰康懿王朱豪壧[5]